# Callionima gracilis
Callionima gracilis är en fjärilsart som beskrevs av Jordan 1923. Callionima gracilis ingår i släktet Callionima och familjen svärmare. Inga underarter finns listade i Catalogue of Life.